# チユウキンレン
チユウキンレン（地湧金蓮、学名：Ensete lasiocarpum、シノニム：Musella lasiocarpa）はバショウ科の多年生草本。
本種の属名表記は文献により異なり、Musella属とされることが多く、POWOやWikipedia英語版の該当頁においてもMusella属とされている。本項における属名表記はYListに従いEnsete属とする。

## 特徴
葉の基部が抱き合い、高さ60 cmまでの偽茎を形成する。葉は大きく、長さ50 cm、幅20 cmの長楕円形。冬に葉は枯れて太い偽茎が残る。花序は長さ20 cmほどで直立し、ハスの花弁に似た形の黄色い苞に覆われる。苞の基部に目立たない花を咲かせる。1回結実性で、開花した偽茎は枯れるが、吸芽から子株が伸びる。吸芽により栄養繁殖する点を重視しEnsete属からMusella属へ移す見解もある。

## 分布と生育環境
中国南部～インドシナ半島の標高1000–2500 mの山の斜面に分布する。

## 利用
家畜の飼料にされることがある。葉柄や偽茎から澱粉が得られる。耐寒性が強く露地植えで育つとされる。

## ギャラリー
植物園のチユウキンレン
- 富山県中央植物園
- 咲くやこの花館
- 花苞 咲くやこの花館
- 花の拡大 咲くやこの花館
- 東山動植物園
- 神代植物公園